# San ljetne noći
San ljetne noći (engl. A Midsummer Night's Dream), na hrvatski se prevodi i kao San Ivanjske noći, jedna od najpoznatijih komedija engleskog pisca Williama Shakespearea, napisana vjerojatno oko 1595. – 96., a tiskana 1600. Donosi komične doživljaje četvero mladih ljubavnika koji u mračnoj šumi u okolici Atene padaju pod utjecaj čarolija nadnaravnih bića. Radnja se odvija tijekom jedne (Ivanjske) noći, odnosno na ljetni suncostaj 21. lipnja, kada je dan najduži, a noć najkraća u godini, te Zemlju po starim predajama posjećuju vile i vilenjaci. Komedija je uživala veliku popularnost u Engleskoj za Shakespeareova života, pa i kod same kraljice Elizabete I.

## Odlike
Djelo je spoj komedije i pastorale. Fabulu čine tri linije koje se prepliću. Jedna prati zbivanja vezana uz pripremu vjenčanja vojvode Tezeja i amazonske kraljice Hipolite te zaplete i zabune između četvero mladih Atenjana: Lisandra, Demetrija, Helene i Hermije. Druga prati skupinu obrtnika koji pripremaju predstavu za Tezejevu svadbu, a treća svijet vila i vilenjaka kojim upravljaju Oberon i Titanija.
Sadrži predstavu unutar predstave, koja proizvodi komični efekt zbog nespretnog pisanja te loše scenografije i glume obrtnika koji je pripremaju. Likovi Tezeja i Hipolite potječu iz grčke mitologije. Klin i njegovi prijatelji uglavnom govore u prozi, dok su sekvencije koje izgovaraju Oberon i Titanija napisane u rafiniranom pjesničkom obliku, čime Shakespeare sugerira ljepotu i magiju kraljevstva mašte. Iako je riječ o komediji, djelo otvara univerzalna pitanja o ljubavi - kako i zašto se ljudi zaljubljuju, zašto prestaju biti zaljubljeni, kontroliraju li ljubavnici sebe i svoje sudbine? Je li stvarniji „danji” svijet razuma i zakona ili „noćni” svijet strasti i kaosa?

## Radnja
Amazonska kraljica Hipolita i vojvoda Tezej spremaju se za vjenčanje na atenskom dvoru, nakon što je Tezej porazio Hipolitu u ratu. Na dvor stiže atenski plemić Egej s kćeri Hermijom. Moli Tezeja da naredi Hermiji da se uda za Demetrija. Tezej tako i određuje i daje joj vremena za razmišljanje, jer u slučaju neposluha može biti teško kažnjena. No, Hermija voli Lisandra i dogovara s njim bijeg iz Atene i sastanak u šumi. Povjerava to prijateljici Heleni. Helena je nekoć bila zaručena za Demetrija i još uvijek ga voli pa mu otkriva Lisandrov i Hermijin plan. Ljutiti Demetrije kreće u šumu u potragu za odbjeglim ljubavnicima, a Helena ga prati.
Istovremeno se grupa atenskih obrtnika pod vodstvom tesara Klina dogovara o predstavi „Piram i Tizba” koju planiraju izvesti na Tezejevoj svadbi. Predstavu će vježbati u šumi. U šumi je i mnogo vila i vilenjaka koji su se okupili radi Tezejeva vjenčanja. Vilinski kralj Oberon ljut je na vilinsku kraljicu Titaniju zbog ukradenog dječaka kojeg je podmetnula. Želeći joj se osvetiti, naređuje vilenjaku Maliku da nađe cvijet koji će u snu iscijediti Titaniji na oči, kako bi se zaljubila u prvoga kojeg ugleda kad se probudi. Oberon naređuje Maliku da upotrijebi kapljice cvijeta i na usnulom Demetriju, kako bi se zaljubio u Helenu čim je ugleda.
Međutim, Malik griješi i stavlja kapljice na oči Lisandru, koji nakon buđenja ugleda Helenu i zaljubljuje se u nju. Kreće za njom, a Hermiju ostavlja samu. Nedaleko od mjesta gdje spava Titanija, obrtnici održavaju pokus za svoju predstavu. Malik jednome od njih (Vratilu) pretvara glavu u magareću glavu, na što se ostali obrtnici uplaše i razbježe. Titanija se u strci budi, ugleda Vratila s magarećom glavom i zaljubljuje se u njega. Naređuje svima da ga poslužuju kao gospodara. Hermija pak traži Lisandra, strahujući da ga je ljutiti Demetrije ubio. Oberon je ljut na Malika zbog greške koju je učinio. Radnja se dalje komplicira i nakon još nekoliko Malikovih intervencija na usnulim ljubavnicima Hermija se ponovno združuje s Lisandrom, a Helena s Demetrijem. Titanija je vratila ukradenog dječaka pa Oberon s nje skida čaroliju, a Malik s Vratila skida magareću glavu.
Hipolita, Tezej i Egej odlaze u lov i u šumi nalaze zaspale ljubavnike. Nakon što ih saslušaju, Tezej određuje da svi odu u Atenu i vjenčaju se po svojoj volji, iako se Egej protivi. Vratilo se vraća prijateljima kako bi do kraja uvježbali predstavu koju na kraju i izvode na trostrukom vjenčanju na atenskom dvoru. Titanija i Oberon kroz ples i pjesmu svima prenose blagoslov.
- Hermija i Lisandar (John Simmons, 1870.)
- Oberon, Titanija i Malik (lijevo) i ples vila (William Blake, oko 1786.)
- Začarana Titanija se zaljubljuje u Vratila koji ima magareću glavu (C. Buchel, 1905.)
- Vince Cardinale kao Malik u suvremenoj izvedbi 2000. godine
- Začarani Lisandar izjavljuje ljubav Heleni (Robert Smirke, oko 1820.-1825.)

## Likovi
- Helena (visoka plavojka), zaljubljena u Demetrija
- Hermija (niska crnka), Egejeva kći, zaljubljena u Lisandra
- Lisandar, mladić, zaljubljen u Hermiju
- Demetrije, mladić, zaljubljen u Hermiju
- Oberon, vilinski kralj
- Titanija, vilinska kraljica
- Malik, vilenjak
- Tezej, atenski vojvoda
- Hipolita, amazonska kraljica, Tezejeva zaručnica
- Egej, Hermijin otac
- Filostrat, Tezejev dvorski meštar
- Klin, tesar
- Vratilo, tkalac
- Frula, krpač mješina
- Surla, obrtnik
- Glad, krojač
- Tutkalo, obrtnik
- Graša, vila
- Paučina, vila
- Grinja, vila
- Gorušica, vila
- Druge vile u službi Oberona i Titanije
- Tezejeva i Hipolitina pratnja